# Урош Ђурић
Урош Ђурић (Београд, 4. децембар 1964) српски је визуелни уметник.

## Биографија
Студирао је историју уметности на Филозофском факултету у Београду, као и сликарство на Факултету ликовних уметности. На ФЛУ је магистрирао 1998. на сликарском одсеку.
Почетком осамдесетих година 20. века, био је један од протагониста београдске панк сцене, прикључујући се бенду Урбана герила као бубњар. На ликовној сцени је присутан од 1989, покретањем Аутономистичког (анти)покрета са Стеваном Маркушем, с којим потписује Манифест аутономизма (1994). Учествовао је у више уметничких акција, радионица, стрип издаваштву, бавио се графичким дизајном. Један је од оснивача уметничке асоцијације Ремонт, у оквиру које покреће Галерију Ремонт и истоимени арт магазин.
Од 1992. до 2010. је радио као независни сарадник радија Б92. Играо је у више играних и документарних филмова, а широј јавности је постао познат по улогама у серији филмова Ми нисмо анђели, редитеља Срђана Драгојевића.
Од 2013. године до септембра 2018. године био је трагач у српском издању квиза „Потера“.
Добитник је Награде „Сава Шумановић”.

## Уметнички рад
Кључни фокус Ђурићевог уметничког рада је промишљање односа између уметности и популарне културе. Још од првих слика, које „настањују“ јунаци из популарне митологије (стрипа или рок музике), преко Популистичког пројекта који кулминира радовима у којима користи нове медије и методе таблоидне штампе, Ђурић преиспитује сопствену позицију унутар друштва које се рапидно мења и у ком се јавни идентитети формирају кроз популистичко поимање културе и јавног простора.

### Аутономистички (анти)покрет
Године 1994. Урош Ђурић је са Стеваном Маркушем написао манифест насловљен „Манифест аутономизма“. Написан је током фебруара и марта 1994, и објављен је као летак, а касније је укључен у каталог њихове заједничке изложбе одржане у Панчеву јуна 1995. „Створен је ради тога да би се на минимум свеле евентуалне плиткоумне приче о нашем сликарству“, писало је у тексту њиховог манифеста о његовој генези. Враћајући се искуствима локалних историјских авангарди, конкретно, Зенитизму, чији су манифест ова двојица уметника не само цитирали у свом сопственом манифесту, већ су чак тврдили да га понављају, они су тражили начин да избегну сврставање у „урбану секцију“ „сликара фигуралног“ који су следили „другу линију“ некадашње југословенске уметности, и који су институционализовали те праксе у оквиру историја неоавангарди, неоконструктивиста, покрета концептуализма и процесуалне уметности, третираних као „радикалне“ тенденције, насупрот „меком“ модернизму. Такође им није сасвим пријала концепција „монументалног интимизма“, која их је сврставала међу ауторе активне у „међупростору између високе уметности и андерграунда“, заједно са Ђилетом Марковићем и Зораном Маринковићем, и веома близу уметницима као што су Данијел Глид и Јасмина Калић. Ђурић и Маркуш су сликању сопствених ликова приступали на нешто концептуалнији начин од уметника за које се говорило да су им блиски у погледу стила. Њихова веза са „андерграундом“, с друге стране, била је на нивоу поигравања са референцама, али у контексту који није био контекст поткултура. Њихове реторичке операције у језику уметности реализоване су као слике конвенционалног формата, и то конвенционалним техникама као што је уље на платну. „Ми смо класици“, рекли су иронично док су још били студенти, а говорили су тако да би се супротставили класификацијама. Желели су да имају своје сопствене историје, које измичу стегама продукције усмераване теоријом, тумачењима којима доминирају историчари уметности и излагању у оквирима које намећу кустоси. Желели су да стварају контекст у коме се дело ствара, гледа и излаже. То је био Аутономизам.
Крајем деведесетих година, Урош Ђурић почео је да излаже углавном без Стевана Маркуша. Променио је технике којима је био склон и са сликања у уљу и цртања угљеном прешао на електронске колаже, фотографије, перформансе и било шта друго што би се показало као најподеснији медијум за реализацију неког конкретног пројекта. Оно што је задржао била је страсна приврженост аутопортретима, тако да је његов лик још увек имао улогу „теоријског објекта“ у већини његових дела, само што су процес и завршни резултат били далеко отворенији у погледу начина реализације него раније.

### Популистички пројекат
Његов најважнији пројекат за крај деведесетих година, пројекат путем кога је развио још један референтни оквир за своја дела, био је насловљен Популистички пројекат. Као што је навео сам аутор, главна преокупација овог пројекта била је да покаже интеракције између система звезда и идентитета. Његови сегменти били су насловљени Бог воли снове српских уметника, Celebrities, Hometown Boys и Пионири. Аутопортрети аутора појављивали су се и даље у различитим сегментима пројекта, представљајући га као играча водећих европских фудбалских клубова, у друштву разних јавних личности, на насловној страни имагинарног часописа под називом Hometown Boys, и у низу најистакнутијих аутора у домену стварања и тумачења уметности из региона који је некада носио геополитичку ознаку Источна Европа, а сви су они били приказани како поносно носе црвену пионирску мараму, у импозантној пози преузетој из иконографије социјалистичког реализма. Овим пројектом, супротстављао се углавном стереотипном друштвеном и политичком, а не више кунстисторичарском уоквиравању његових дела. Док се већина лево оријентисаних теоретичара у Србији бавила питањем популизма у смислу његове предодређености да служи десничарској идеологији, он је показао да популизам нема унапред артикулисане друштвене импликације. Његов начин артикулације био је укорењен у антагонистичком потенцијалу свих популарних интерпелација, повезујући његов Популистички пројекат са наслеђем популистичког анархизма, које се у локалним оквирима појављивало међу обичним светом кад год је локално становништво требало да буде претворено у припаднике нације, партије, итд. Уместо стварања приказа свих невидљивих делова друштва унутар домена уметности, што је преовлађујућа парадигма друштвено специфичних дела, он је зашао непосредно у популистичке медије како би деловао на антагонизирању ставова према јавном имиџу славних личности, укључујући ту и себе самог, користећи те медије онако како је користио платно.

## Изложбе
Ђурић је излагао на преко две стотине самосталних и групних изложби.

### Самосталне изложбе
- Пројекат Поглед на Зид у сарадњи са Културним Центром РексПопулистички пројекат, турнеја 2000, Галерија Behemot, Праг, 2000.
- Политичко сликарство, Kulturkontakt Studio, Беч, 2001.
- Популистички пројекат: Пионири; Базелско искуство, Резиденција швајцарског амбасадора, Београд, 2002.
- Велика аутономистичка превара, Галерија Ремонт, Београд, 2002.
- Бог воли снове српских уметника, Галерија 2META, Букурешт, 2002.
- Бог воли снове српских уметника, Џепни културни центар, Београд, 2003.
- (са ), Салон Музеја савремене уметности, Београд, 2003.
- , , Београд, 2005.
- 3:1, Шок галерија, Нови Сад, 2006.
- Повратак мртвог сликара са новим проблемима I: прелазак велике празнине, Галерија Звоно, Београд, 2006.
- Повратак мртвог сликара са новим проблемима II: 79-91, Галерија СКЦ-а, Београд, 2006.